# Atilio Rinaldi
Atilio Rinaldi (fallecido en 1980) fue un editor de cine argentino. Trabajó en más de 90 películas durante su carrera.

## Filmografía selecta
- Pampa bárbara (1945)
- Donde mueren las palabras (1946)
- De hombre a hombre (1949)
- La campana nueva (1950)
- El pendiente (1951)
- Vivir un instante (1951)
- La voz de mi ciudad (1953)
- El amor nunca muere (1955)
- El candidato (1959)
- Huis Clos (A puerta cerrada) (1962)
- En la selva no hay estrellas (1968)